# مارك غرانت
مارك غرانت (بالإنجليزية: Mark Grant)‏ هو لاعب كرة قاعدة ومعلق رياضي أمريكي، ولد في 24 أكتوبر 1963 في أورورا في الولايات المتحدة.

## وصلات خارجية
- مارك غرانت على موقع دوري كرة القاعدة الرئيسي (الإنجليزية)
- مارك غرانت على موقعبيزبول رفرنس.كوم (الدوري الرئيسي) (الإنجليزية)
- مارك غرانت على موقعبيزبول رفرنس.كوم (الدوري الثانوي) (الإنجليزية)
- مارك غرانت على موقع إي إس بي إن.كوم (أم.أل.بي) (الإنجليزية)
- مارك غرانت على موقع مشجعي الرسوم البيانية (الإنجليزية)